# Antonio Bodrero
Antonio Bodrero (1921, Frassino, Vallées Occitanes, Italie  - 1999, Coni) est un poète et un homme politique italien du Piémont, de langue et de culture occitane.

## Biographie
Antonio Bodrero est également connu sous les noms de Tòni Bodriè, Barba Toni ou Barba Toni Baudrier. Il a écrit des poésies en occitan et en piémontais, très louées par la critique, où il dénonce l'exploitation de la montagne, où il prend la défense de la culture régionale, parle de la lutte des classes et de l'harmonie de l'homme avec la nature. Dans les années 1990, il a soutenu la Lista per Trieste (en), l'Union piémontaise et ensuite la Ligue du Nord.

## Œuvres
- Fraisse e mèel
- Solestrelh òucitan
- Val d'Inghildon: poesìe piemontèise (1974)
- Sust (1985)

## Prix
- Prix Dumini Badalin 1982.

## Pour approfondir